# Stéfanos Kasselákis
Stéfanos Kasselákis (grec moderne : Στέφανος Κασσελάκης ; né le 29 mars 1988) est un entrepreneur, ancien trader et homme politique grec, président du parti Syriza, de 2023 à 2024.

## Biographie
Stéfanos Kasselákis est né à Maroúsi, en Attique, en 1988. Sa famille est originaire de La Canée. À l'âge de 14 ans, il a remporté la médaille d'argent au concours de mathématiques Archimède de l'Association mathématique grecque[réf. nécessaire]. Il a ensuite reçu une bourse pour fréquenter la Phillips Academy à Andover dans le Massachusetts aux États-Unis. Il a ensuite obtenu un diplôme (B.A.) en relations internationales de l'université de Pennsylvanie et un autre (B.S.) en finance de la Wharton School de la même institution. Alors qu'il était étudiant, il s'est porté volontaire pour la campagne de Joe Biden lors des primaires présidentielles du Parti démocrate en 2008[réf. nécessaire]. Il a été inscrit sur les listes électorales de New York en tant que républicain de 2013 à 2019.
En 2009, il a travaillé au « département de gestion des risques » de la banque d'investissement Goldman Sachs. Il y est resté cinq ans.

## Parcours politique
Le 29 août 2023, il se déclare candidat à la présidence du parti de gauche Syriza. Lors du premier tour de ces élections, le 17 septembre, il a terminé premier parmi cinq candidats en obtenant 45 % des voix.
Le 24 septembre 2023, il est élu président du parti, remportant le second tour avec 56 % des voix contre son adversaire, Effie Achtsióglou, ministre du Travail de 2016 à 2019 dans le gouvernement d'Aléxis Tsípras,. L'arrivée à la tête de l'opposition de Kasselákis, ouvertement homosexuel, intervient peu après l'engagement du gouvernement de Kyriákos Mitsotákis à légaliser le mariage homosexuel. Il est renversé le 8 septembre 2024 lors du vote d'une motion de censure par une majorité du comité central, ce qui doit conduire à la convocation d'un congrès extraordinaire.
Le 8 décembre 2024, il annonce son départ de SYRIZA pour former son propre parti politique, après que le congrès de SYRIZA rejette sa candidature à la future élection pour la direction,. Il lance officiellement son parti le 23 novembre, le Mouvement pour la démocratie (KD).

## Vie privée
Kasselákis est ouvertement homosexuel et il vit en partenariat civil avec son compagnon l'Américain Tyler McBeth depuis 2019. Sur la chaîne de télévision grecque Alpha, ils ont abordé le sujet de leur relation et des défis auxquels les personnes LGBT sont confrontées en Grèce. Il vivait à Miami, en Floride, jusqu'au début de l'année 2023,.